# Březňák
Březňák je pivo a pivovar ve Velkém Březně u Ústí nad Labem s dlouholetou tradicí. Pivovar byl založen v roce 1753, ale první písemná zmínka o vaření piva je již z roku 1606. Dnes se zde vaří tři druhy piv Březňák Světlý, Březňák 11, Březňák Ležák. Pivo je pozitivně hodnoceno konzumenty i odbornou porotou. Má několik ocenění z festivalu PIVEX a několik předních míst na soutěžích v České republice.

## Historie pivovaru
- 1606 – existence pivovaru potvrzena kupní smlouvou
- 1753 – Ferdinand Bonaventura hrabě Harrach staví nový dvůr a pivovar
- 1841 – panství kupuje český místodržící Karel hrabě Chotek
- 1878 – pivovar si najímají podnikatelé R. Eckelmann a W. Wolfrum
- 1896 – přeměna podniku na akciovou společnost v čele s Karlem Chotkem
- 1890 – 1903 – přiváží zlaté medaile ze sedmi výstav /Vídeň, Berlín, Mnichov, Teplice?/
- 1900 – vaří 18 druhů piv / Senátor, Priessner-Urquell, Bavaria, Korunní, Březňák, Urbräu..
- 1900 – obchodní zástupci /Berlín, Drážďany, Londýn, Kapské Město, Dares-saalam,?/
- 1902 – dvorním dodavatelem s právem označení výrobku císařskou orlicí
- 1906 – registruje ochrannou známku s portrétem pana Victora Cibicha
- 1906 – z původně výstavního pavilonu se stává slavná restaurace TIVOLI
- 1906 – z ročního výstavu téměř 80 000 hl třetinu vyváží – Evropa, USA, Afrika, Jižní Amerika
- 1928 – nahrazuje dřevěné kvasné nádoby betonovými
- 1930 – jako první v ČSR užívá automatický zátkovací stroj švédského systému ALKA
- 1933 – instaluje varnu z I. brněnské strojírny – dosud operující
- 1942 – dodává pivo na Saharu pro Rommelovu Afrikakorps
- 1945 – pivovar konfiskován pod národní správou, správci Karel Obrhel a Jan Kubeš[2]
- 1948 – součástí Krušnohorských pivovarů, n.p.
- 1960 – Severočeské pivovary, n.p.
- 1992 – privatizace do Ústeckých pivovarů, a.s.
- 1998 – součástí skupiny Drinks Union a.s.
- 2005 – stabilizován výstav kolem 250 000 hl
- 2008 – pivovar se stal součástí koncernu Heineken

## Druhy piv a obsah alkoholu
- Březňák Světlý (světlé výčepní pivo 10°) – obsah alkoholu 4 %
- Březňák 11 (světlý ležák 11°) - obsah alkoholu 4,8 %
- Březňák Ležák (světlý ležák 12°) – obsah alkoholu 4,9 %

## Viktor Cibich

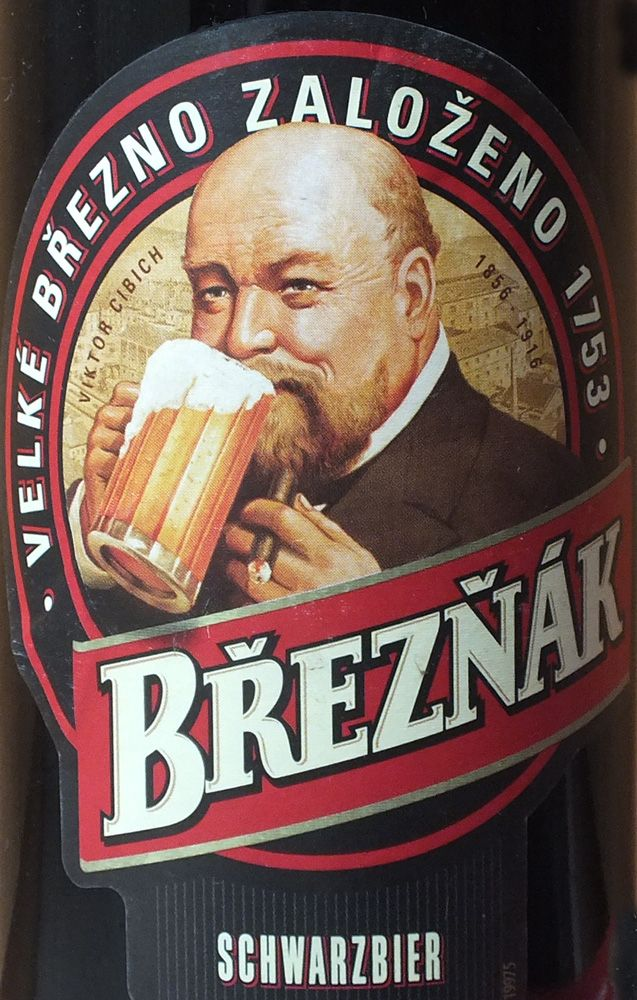
Viktor Cibich na etiketě piva Březňák

Viktor resp. Victor Cibich (narozen 11. prosince 1856 v Hustopečích u Brna v domě čp. 92) byl velký milovník piva, jehož portrét je právě na pivních etiketách Březňáku. V roce 1906 ho oslovila správní rada s nabídkou stát se tváří piva Březňák. A Cibich rád souhlasil. Jeho portrét se od té doby objevuje na etiketách, cedulích, inzertních a propagačních materiálech všeho druhu. Jako honorář obdržel doživotní rentu 30 tupláků (30 litrů) týdně, které popíjel v restauraci Tivoli ve Velkém Březně. Zemřel v 59 letech a o jeho oblíbenosti svědčí i záznam o pohřbu. Pan Cibich pocházel z Hustopečí u Brna a zemřel v roce 1916 ve Velkém Březně. Na zámku ve Velkém Březně je několik fotografií, kde hrabě Chotek šel za rakví. Bylo tedy vidět, že to byl vážený člověk.
Původně byl drážním úředníkem, později přednostou stanice Velké Březno a nakonec se stal drážním inspektorem. Za posledních 107 let (od roku 1906) se stal nejvíce portrétovaným Čechem na světě (dle odhadů se jeho tvář objevila již na více než 2,5 miliardách kopií).
O Viktoru Cibichovi se píše i v knize Šedesát ústeckých nej. Podle knihy je nejznámějším pivařem na světě.
Na konci 40. let minulého století, kdy skončila ochranná známka na etiketu, se stal známým téměř po celém světě. S jeho tváří se lze setkat na několika pivech ve Vietnamu, v Itálii, ve Francii, v Americe, v Kostarice, Uruguayi a spoustě dalších států.

## Ocenění
- Zlatý pohár Pivex – Pivo 2009 – Březňák Světlý Ležák
- Pivní pečeť – kategorie světlé speciální – 2009 – 2. místo – Březňák 14°
- Pivní pečeť – kategorie světlý ležák 12° – 2008 – 1. místo – Březňák 12° (+ cena za Extra pivní pečeť)
- Pivo ČR 2003 – 3. místo – Březňák Světlý Ležák
- Pivo ČR 2003 – 3. místo – Březňák Tmavé Výčepní
- Pohár Pivex 2003 – 3. místo Březňák Světlý Ležák
- Pivní Pečeť 2003 – 1. místo – Březňák Světlý Ležák
- Pivní Pečeť 2003 – 2. místo – 2. místo – Březňák 14°